# Колонія (біологія)

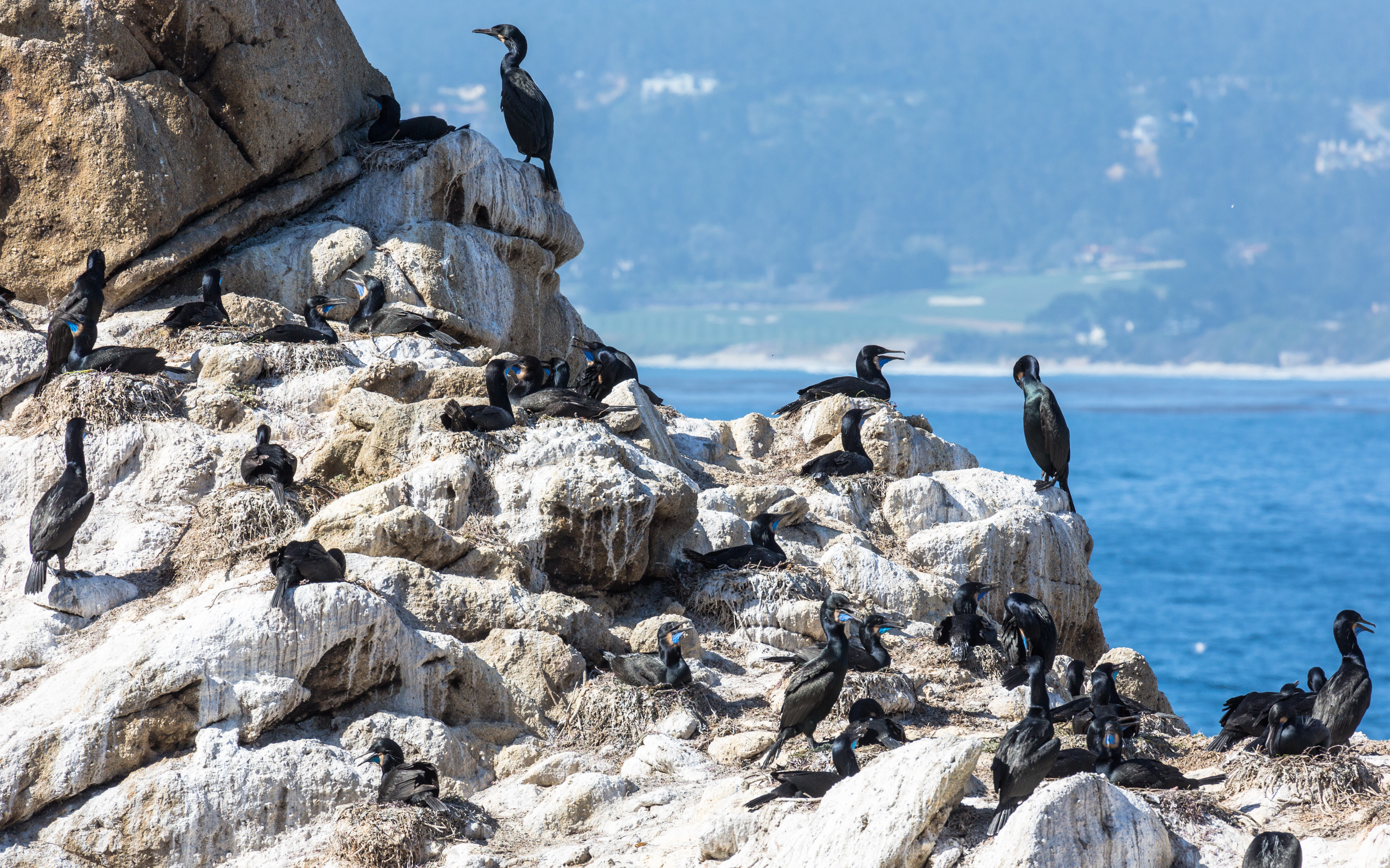
Колонія бакланів синьогорлих в Point Lobos, Каліфорнія

Коло́нія — група з кількох або великого числа окремих організмів, що живуть або проводять велику частину часу близько один до одного, найчастіше для взаємної вигоди, наприклад, для захисту від хижаків або полювання за жертвою. Існує велике число типів колоній, що розрізняються видом організмів та типом взаємодій.

## Типи колоній
- Клональна колонія
- Колонія птахів
- Материнська колонія
  - Мурашник
  - Вулик